# 橘 (名古屋市)
橘（たちばな）は、愛知県名古屋市中区の地名。現行行政地名は橘一丁目および橘二丁目。住居表示実施地域。

## 地理
名古屋市中区南部に位置する。東は富士見町・大井町、西は松原二丁目・松原三丁目、南は伊勢山一丁目、北は門前町・上前津一丁目に接する。

## 歴史
1662年（寛文2年）頃より本町通に沿って開発が始まり、1664年（寛文4年）に橘町として名古屋城下へ組み込まれた。橘町は名古屋城下の南端にあたり、橘町大木戸が設けられていた。

### 町名の由来
2代尾張藩主徳川光友により、当地が古着商の多い地であったことから『古今和歌集』所収の「さつきまつ花たちばなのかをかげば昔の人の袖のかぞする」との和歌にちなみ名付けたものとされる。また、住居表示実施時も、地内の橘小学校にちなんで引き続き橘とすることとなったという。

### 沿革
- 1871年（明治4年）9月29日 - 一部が東橘町に編入される[3]。
- 1878年（明治11年）12月20日 - 名古屋区成立に伴い、同区橘町となる[4]。
- 1889年（明治22年）10月1日 - 名古屋市成立に伴い、同市橘町となる[4]。
- 1908年（明治41年）4月1日 - 中区成立に伴い、同区橘町となる[3]。
- 1911年（明治44年）6月 - 旭金融株式会社名古屋支店が設置される[5]。
- 1974年（昭和49年）5月11日 - 住居表示実施に伴い、橘町1丁目・橘町2丁目の各全部および橘町3丁目・橘町4丁目・飴屋町・梅川町・裏門前町5丁目・下日置町1〜4丁目・下前津町・旅籠町2丁目・東橘町1丁目・東橘町2丁目・不二見町・前塚町・門前町8丁目の各一部により橘一丁目が[6]、橘町5丁目の全部および橘町3丁目・橘町4丁目・橘町6丁目・梅川町・下茶屋町・下日置町4丁目・下日置町5丁目・下前津町・東橘町2丁目・古渡町1丁目の各一部により橘二丁目がそれぞれ成立する[7]。橘町6丁目の一部は松原三丁目に編入される[3]。

## 世帯数と人口
2019年（平成31年）2月1日現在の世帯数と人口は以下の通りである。
| 丁目     | 世帯数    | 人口    |
| -------- | --------- | ------- |
| 橘一丁目 | 1,323世帯 | 2,153人 |
| 橘二丁目 | 203世帯   | 357人   |
| 計       | 1,526世帯 | 2,510人 |

### 人口の変遷
国勢調査による人口の推移
| 1995年（平成7年）  | 2,455人 | [ WEB 6 ]  |  |
| 2000年（平成12年） | 2,306人 | [ WEB 7 ]  |  |
| 2005年（平成17年） | 2,255人 | [ WEB 8 ]  |  |
| 2010年（平成22年） | 2,625人 | [ WEB 9 ]  |  |
| 2015年（平成27年） | 2,560人 | [ WEB 10 ] |  |

## 学区
市立小・中学校に通う場合、学校等は以下の通りとなる。また、公立高等学校に通う場合の学区は以下の通りとなる。なお、小学校は学校選択制度を導入しておらず、番毎で各学校に指定されている。
| 丁目     | 小学校                                  | 中学校                 | 高等学校 |
| -------- | --------------------------------------- | ---------------------- | -------- |
| 橘一丁目 | 名古屋市立松原小学校 名古屋市立橘小学校 | 名古屋市立伊勢山中学校 | 尾張学区 |
| 橘二丁目 | 名古屋市立松原小学校 名古屋市立橘小学校 | 名古屋市立伊勢山中学校 | 尾張学区 |

## 施設

### 橘一丁目
- 名古屋市中生涯学習センター[1]

7番11号。1982年（昭和57年）6月、中社会教育センターとして設置。1997年（平成9年）4月、中生涯学習センターと改称。2016年（平成28年）4月、指定管理者制度導入。鉄筋コンクリート3階建、延床面積は2,372.27平方メートル。
- 名古屋市消防局中消防署橘出張所[1]
- 名古屋市立橘小学校[1]
- 橘公園[1]

かつてこの地には近在の千本松原刑場での刑死者を藩士の新刀試しに利用する「御ためし場」が存在した。
- 日置神社[1]
- 浄土宗梅香院[1]
- 西山浄土宗栄国寺[1]
- 浄土真宗本願寺派万福寺[1]
- 曹洞宗長栄寺[1]
- 高顕寺[1]
- 日蓮宗妙善寺[1]

- 名古屋市立橘小学校
- 栄国寺
- 梅香院
- 長栄寺
- 日置神社
- 名古屋市中消防署橘出張所

### 橘二丁目
- 名古屋橘郵便局[1]
- 愛知産業大学工業高等学校（橘校舎）[1]
- 東別院青少年会館[1]
- 名古屋テレビ放送（メ〜テレ）本社[1]
- 下茶屋公園[1]
- 真宗大谷派名古屋別院（東別院）[1]
- 崇覚寺[1]

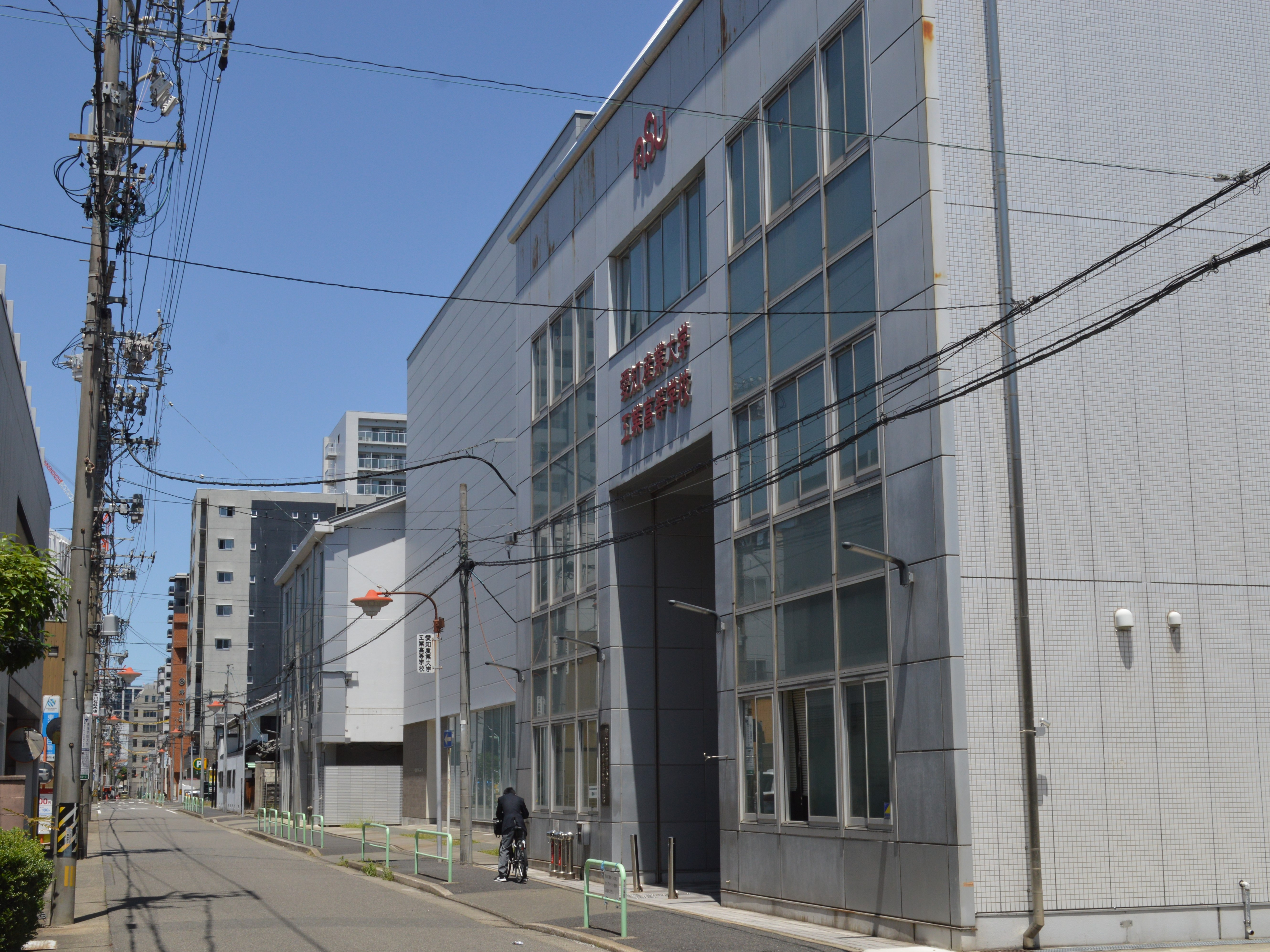
愛知産業大学工業高等学校（橘校舎）
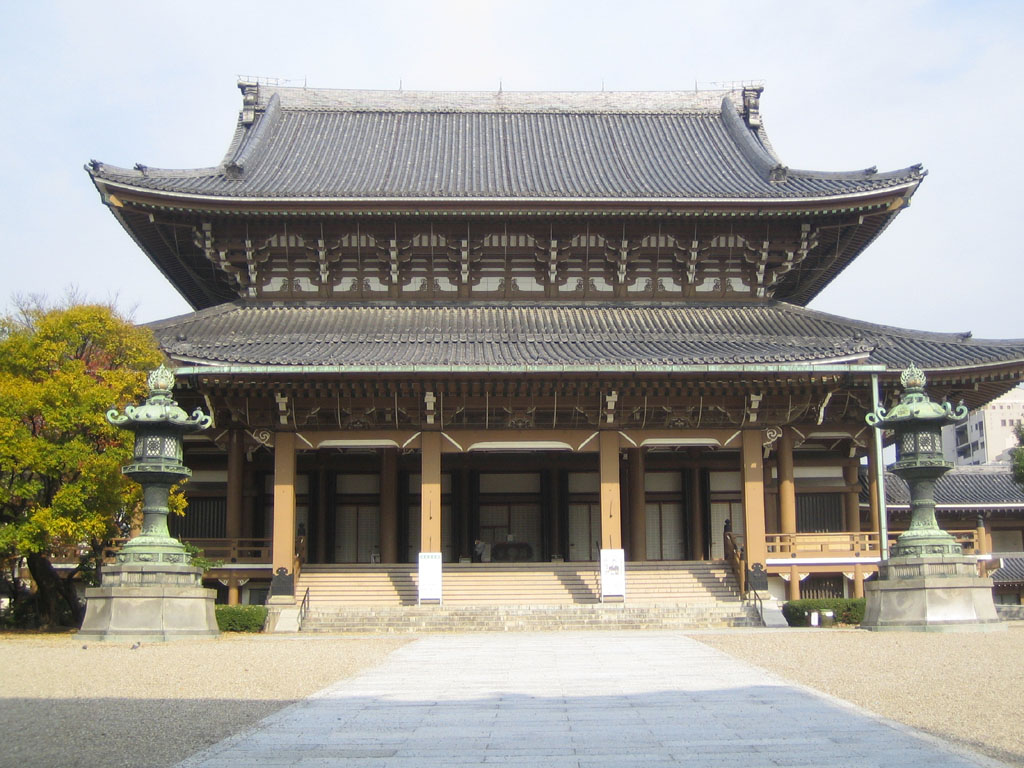
東別院
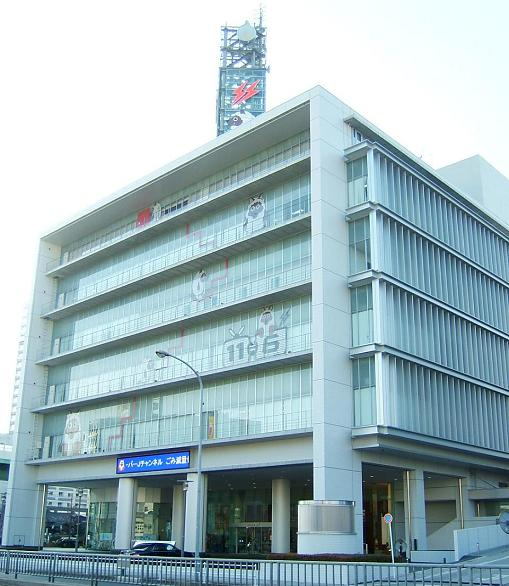
メ～テレ本社
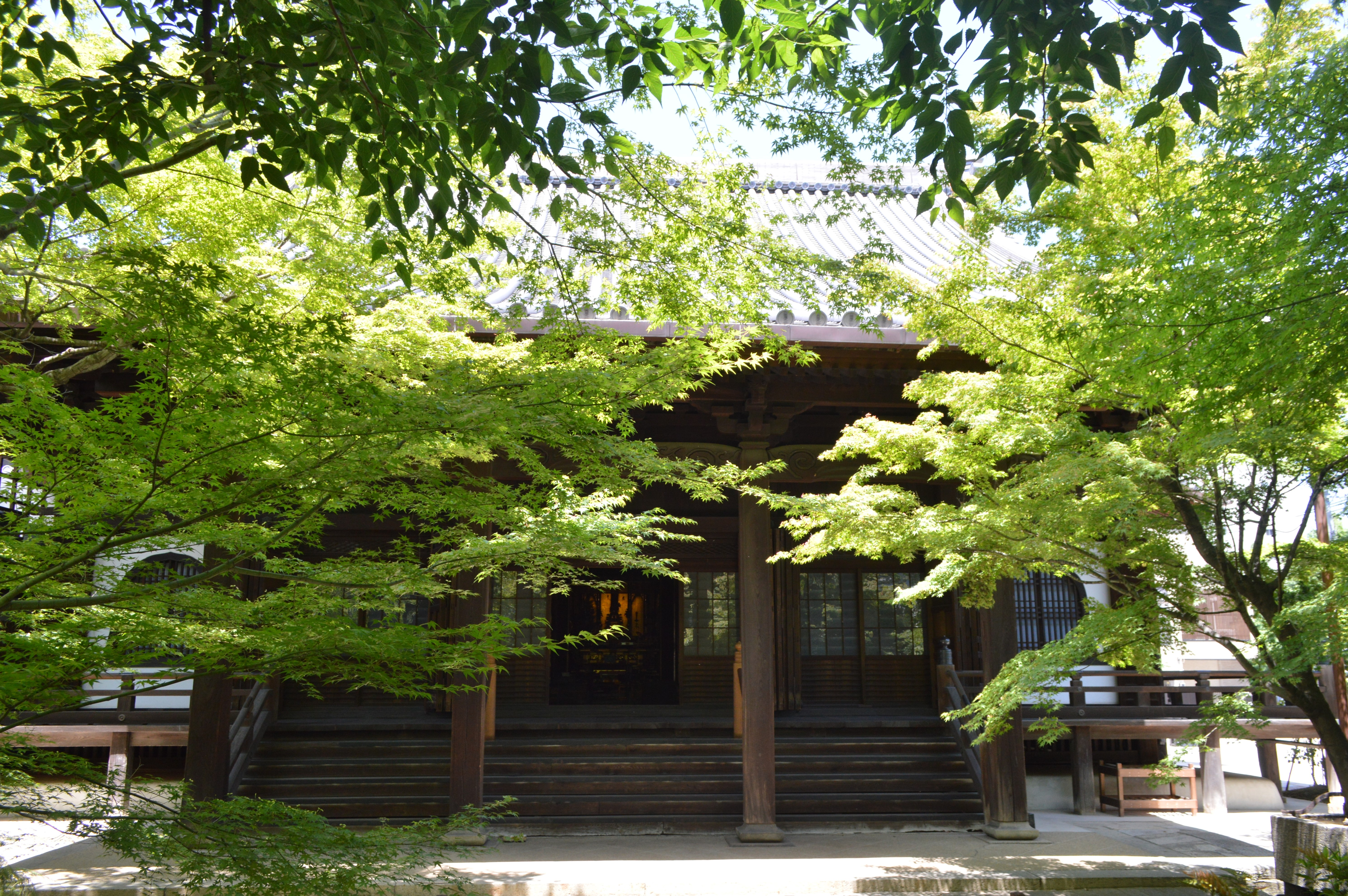
崇覚寺

## その他

### 日本郵便
- 郵便番号 : 460-0016[WEB 3]（集配局：名古屋中郵便局[WEB 13]）。

### WEB
1. ↑  “愛知県名古屋市中区の町丁・字一覧”.   人口統計ラボ. 2017年4月7日閲覧。
2. 1 2  “町・丁目(大字)別、年齢(10歳階級)別公簿人口(全市・区別)”.   名古屋市 (2019年2月20日). 2019年2月20日閲覧。
3. 1 2  “郵便番号”.  日本郵便. 2019年2月10日閲覧。
4. ↑  “市外局番の一覧”.   総務省. 2019年1月6日閲覧。
5. 1 2  名古屋市役所市民経済局地域振興部住民課町名表示係 (2015年10月21日). “中区の町名一覧”.   名古屋市. 2017年4月7日閲覧。
6. ↑  総務省統計局 (2014年3月28日). “平成7年国勢調査の調査結果(e-Stat) - 男女別人口及び世帯数 －町丁・字等” (CSV). 2019年4月27日閲覧。
7. ↑  総務省統計局 (2014年5月30日). “平成12年国勢調査の調査結果(e-Stat) - 男女別人口及び世帯数 －町丁・字等” (CSV). 2019年4月27日閲覧。
8. ↑  総務省統計局 (2014年6月27日). “平成17年国勢調査の調査結果(e-Stat) - 男女別人口及び世帯数 －町丁・字等” (CSV). 2019年4月27日閲覧。
9. ↑  総務省統計局 (2012年1月20日). “平成22年国勢調査の調査結果(e-Stat) - 男女別人口及び世帯数 －町丁・字等” (CSV). 2019年4月27日閲覧。
10. ↑  総務省統計局 (2017年1月27日). “平成27年国勢調査の調査結果(e-Stat) - 男女別人口及び世帯数 －町丁・字等” (CSV). 2019年4月27日閲覧。
11. ↑  “市立小・中学校の通学区域一覧”.   名古屋市 (2018年11月10日). 2019年1月14日閲覧。
12. ↑  “平成29年度以降の愛知県公立高等学校（全日制課程）入学者選抜における通学区域並びに群及びグループ分け案について”.   愛知県教育委員会 (2015年2月16日). 2019年1月14日閲覧。
13. ↑  郵便番号簿 平成29年度版 - 日本郵便. 2019年02月26日閲覧 (PDF)

### 書籍
1. 1 2 3 4 5 6 7 8 9 10 11 12 13 14 15 16 17 18 19 20  「角川日本地名大辞典」編纂委員会 1989, p. 1480.

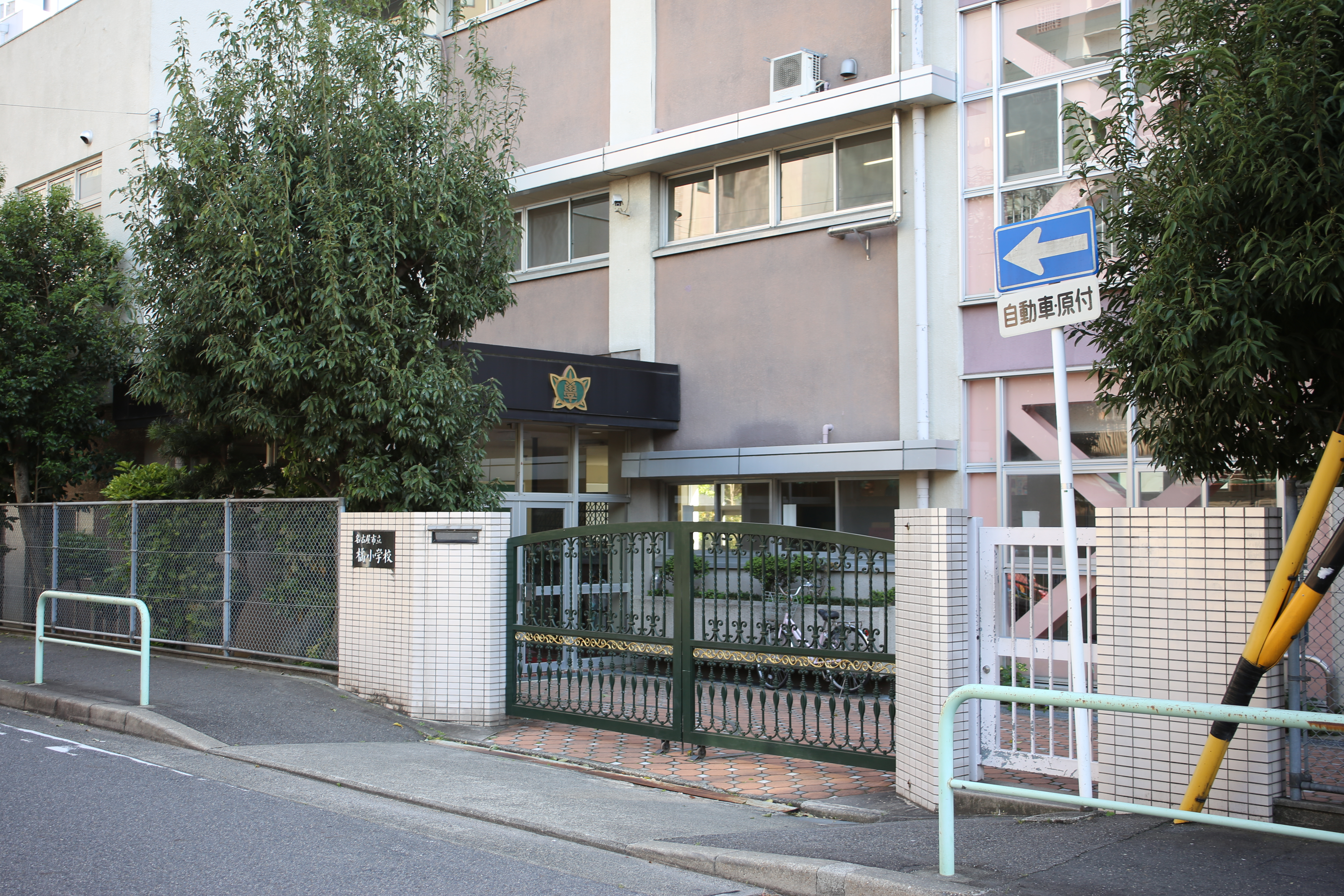
名古屋市立橘小学校
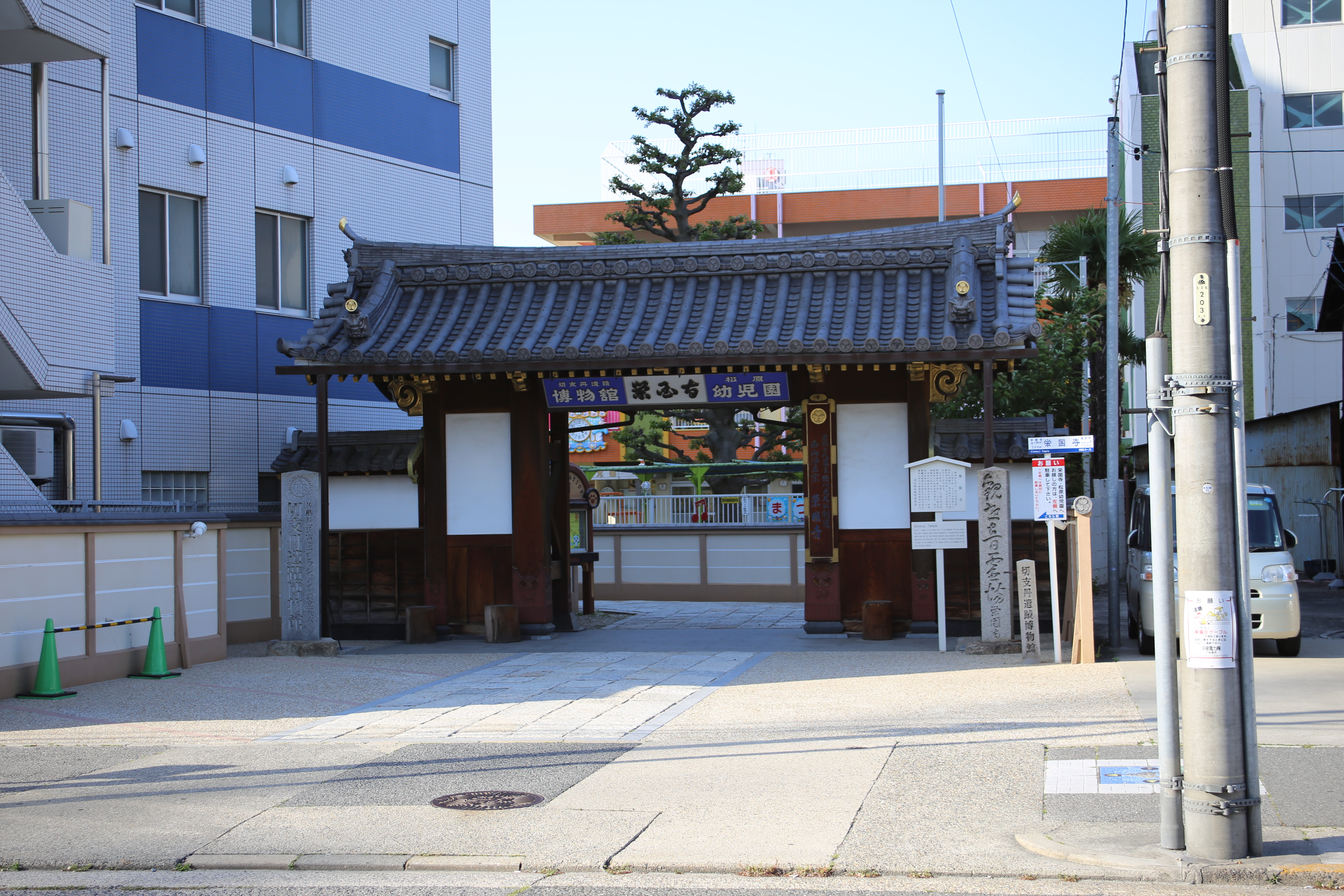
栄国寺
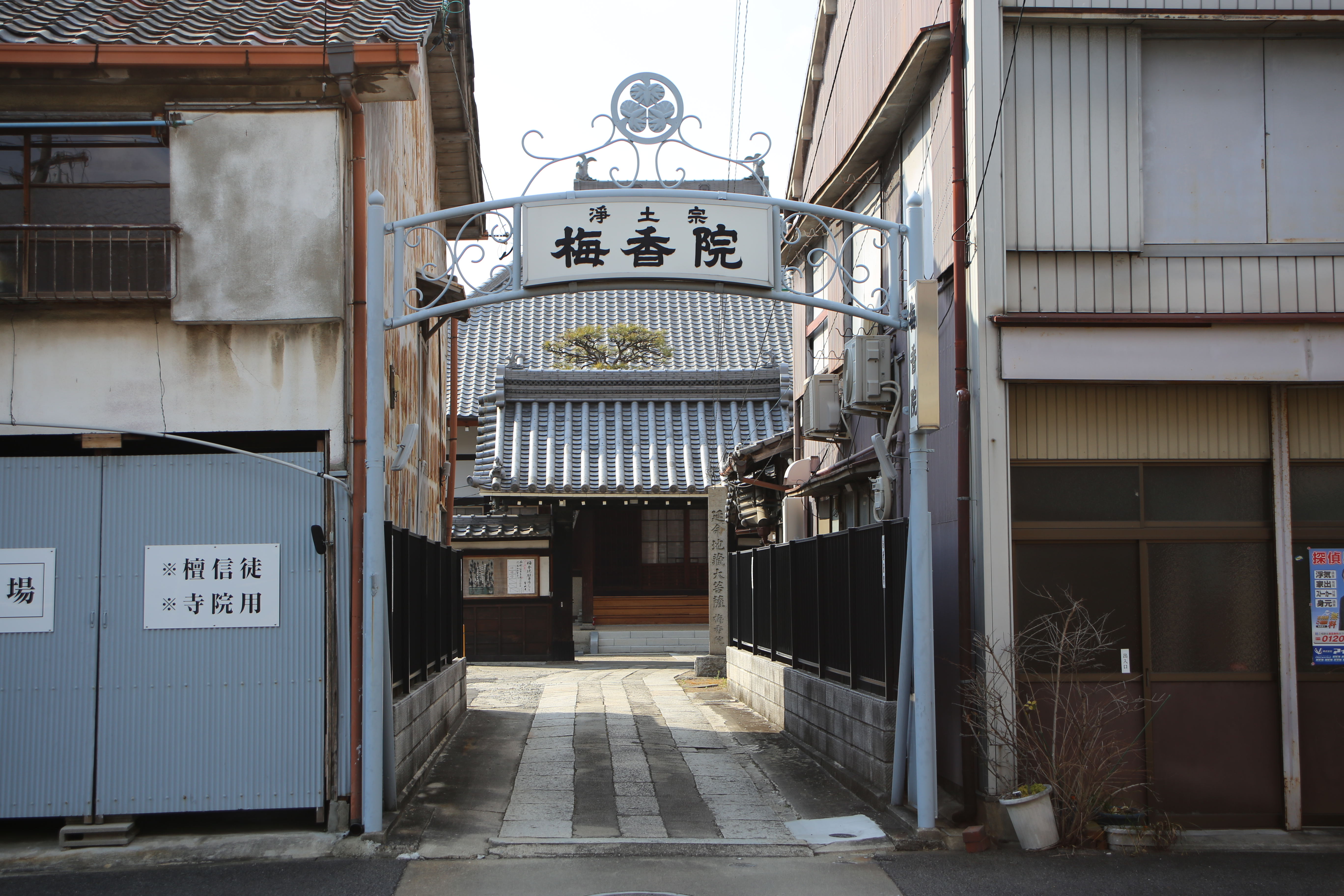
梅香院
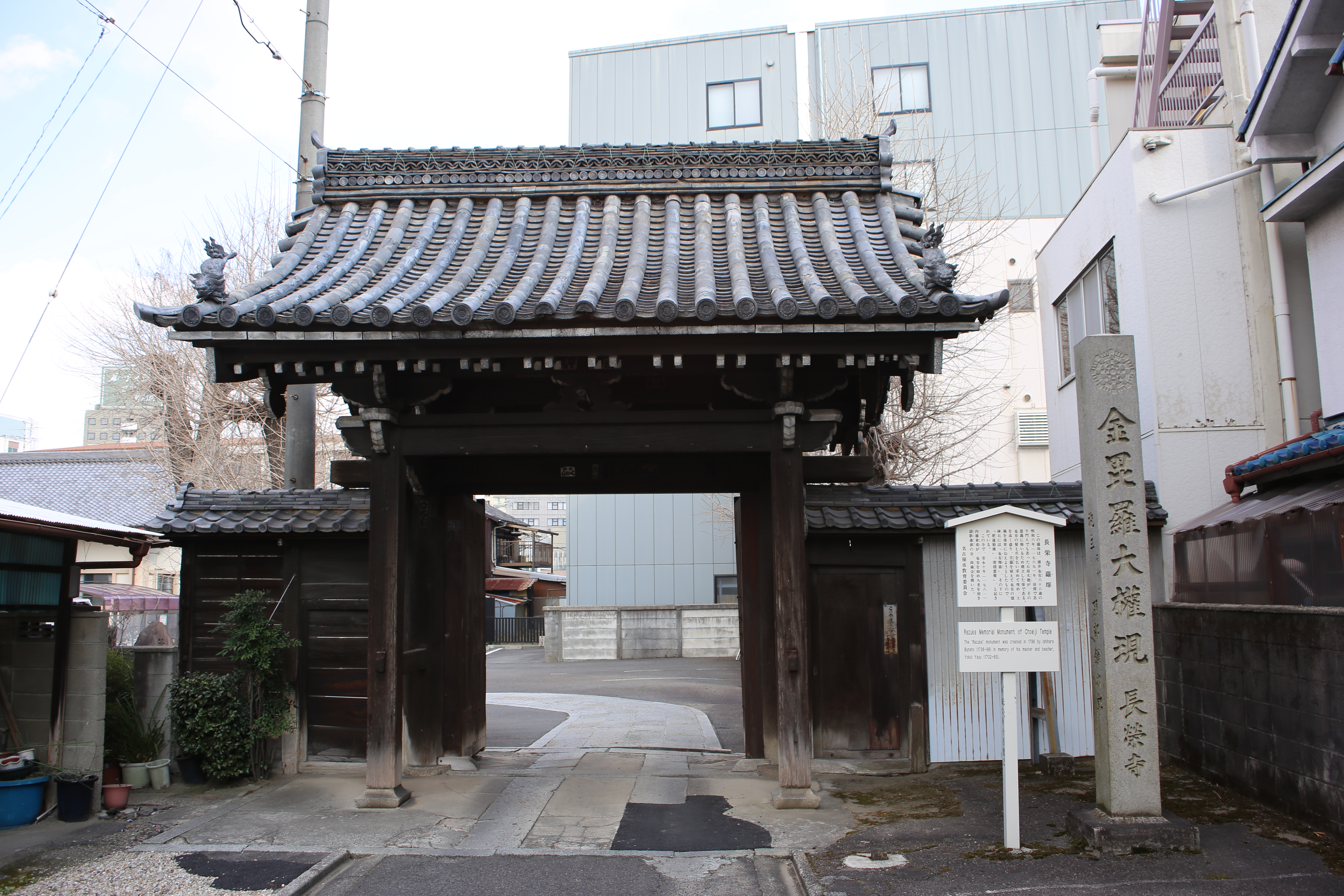
長栄寺
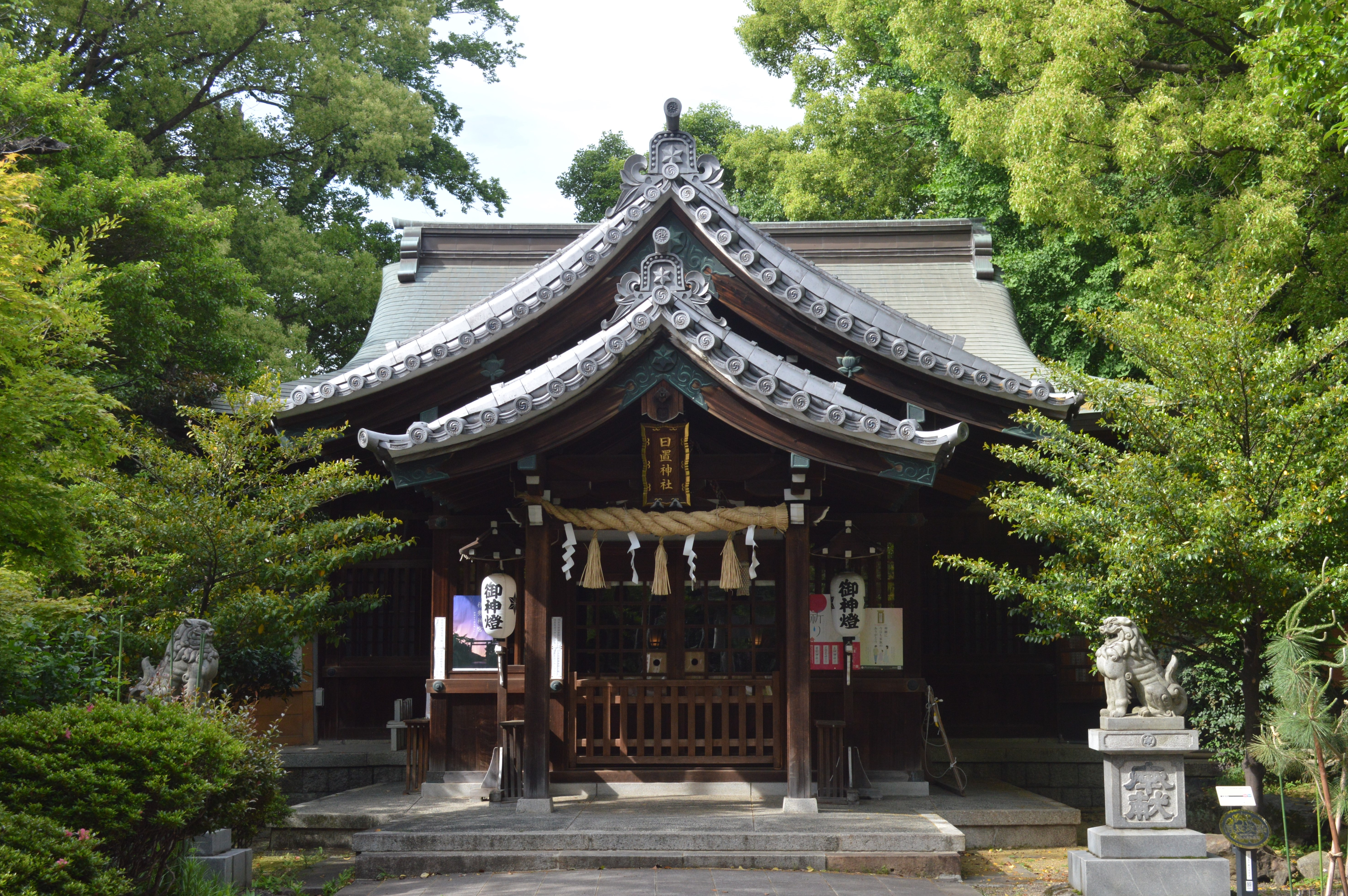
日置神社
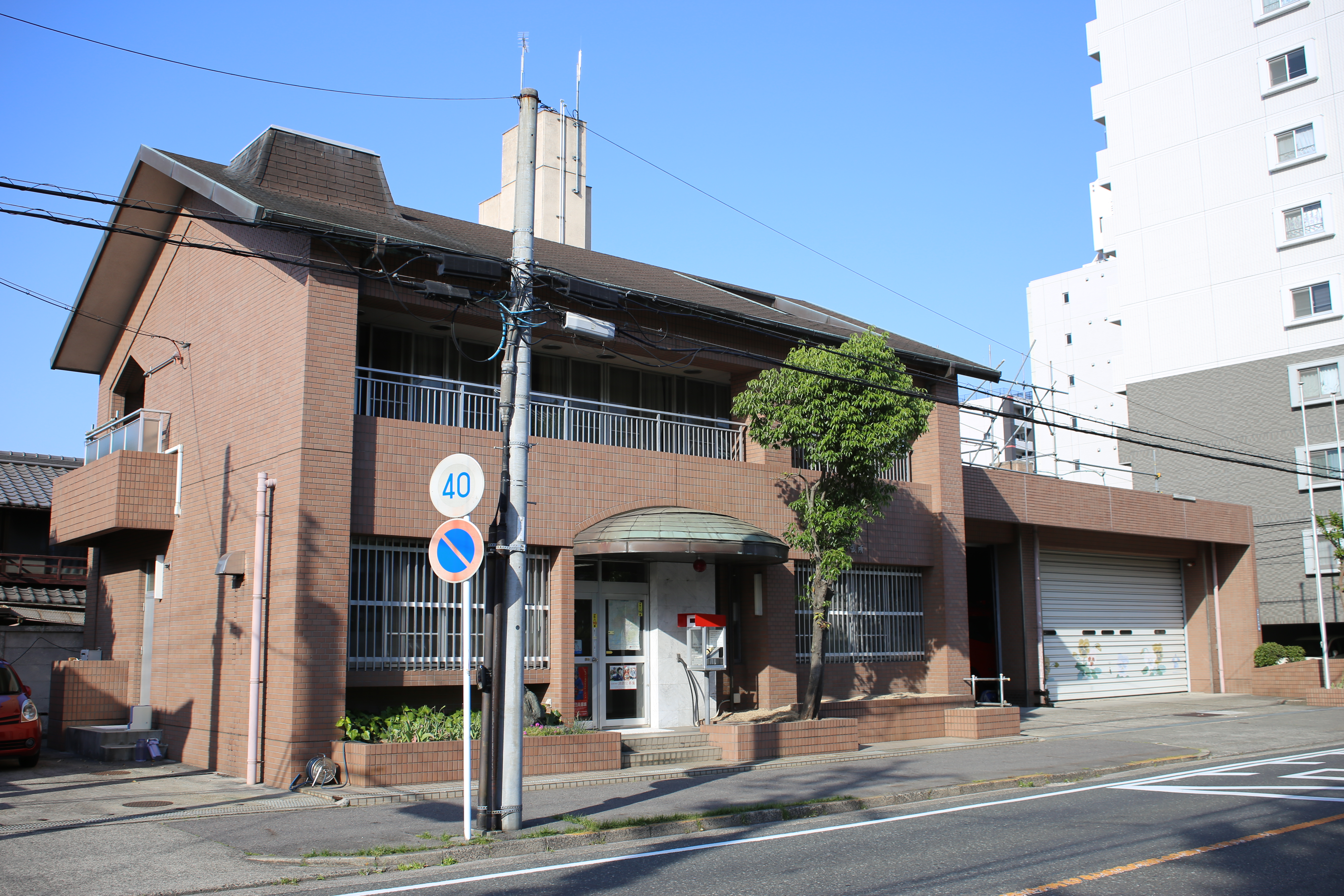
名古屋市中消防署橘出張所

2. 1 2  名古屋市計画局 1992, p. 314.
3. 1 2 3  福岡清彦 1976, p. 20.
4. 1 2  名古屋市計画局 1992, p. 790.
5. ↑  名古屋市会事務局 1961, p. 389.
6. ↑  福岡清彦 1976, p. 3.
7. ↑  福岡清彦 1976, p. 4.
8. 1 2 3 4 5  名古屋市教育委員会事務局総務部企画経理課 2018, p. 217.
9. ↑  名古屋市教育委員会 1991, p. 218.